# Märken för fångar i nazistiska koncentrationsläger

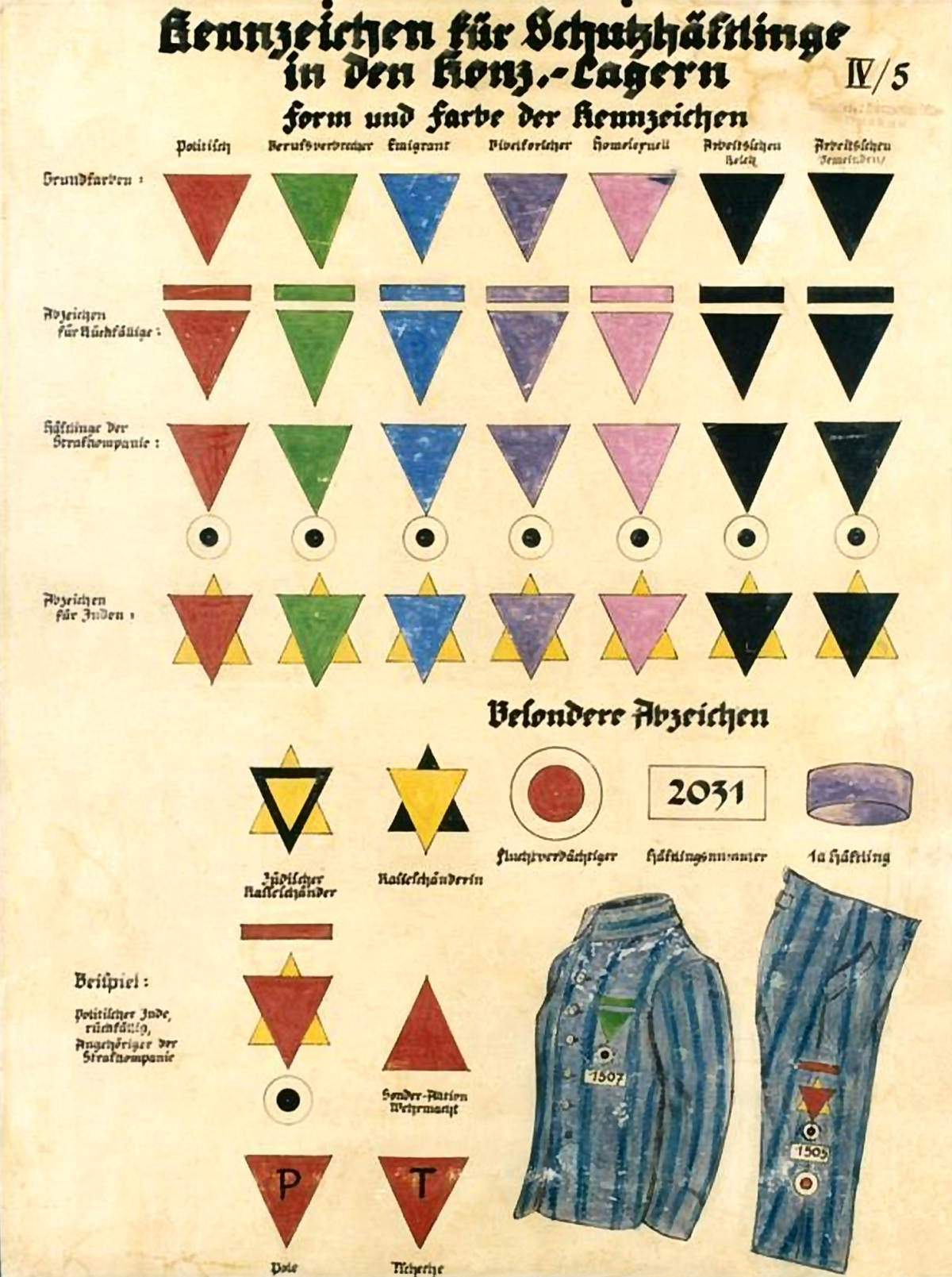
Märken för fångar i koncentrationsläger. (Kennzeichen für Schutzhäftlinge in den konz.-Lagern.)1936.

I de nazistiska koncentrationslägren användes ett system med triangelformade märken för att märka och identifiera fångarna enligt en kategoriindelning som användes av SS.
Märkena var av tyg och syddes fast på internernas kläder. Grundsymbolen triangeln fanns i flera färger och kombinationer som markerade vilken ras eller politiskt eller kriminell kategori fången tillhörde. Kategorierna hade sammanställts efter SS:s indelning av rikets fiender. (SS hade kontrollen över de tyska koncentrationslägren.) Förutom tygtriangeln fick varje fånge ett fångnummer som ersatte deras namn. Även fångnumret syddes fast på fångdräkten. I Auschwitz började man 1941 att tatuera in numret på fångens arm.

## Märken och klassificering.

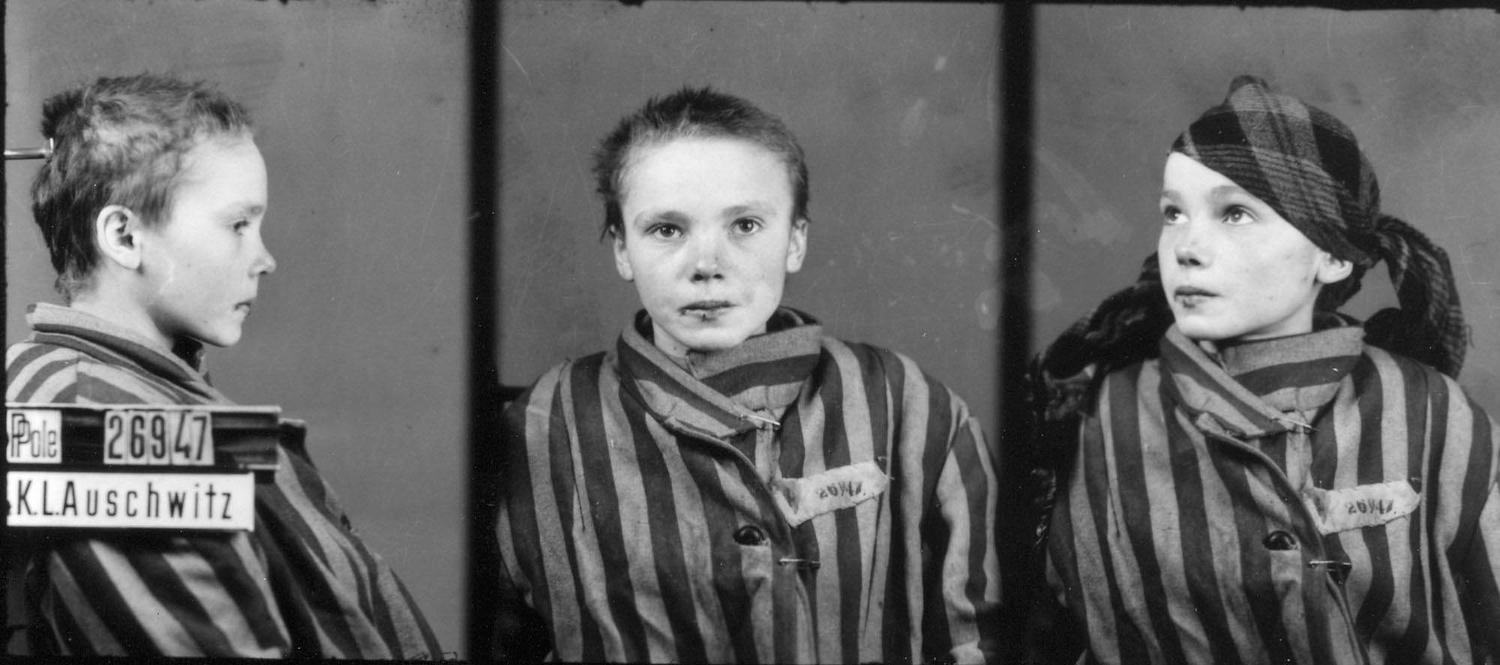
Fjortonåriga Czesława Kwoka med tygmärke. Foto från Auschwitz ca 1942

Triangeln, som var basen för märkenas konfiguration, hade valts utifrån den trekantiga grundformen hos varningsskyltar bland trafikmärken. Men fångmärkena var upp-och-nedvända med spetsen nedåt. Krigsfångar och desertörer var de enda som hade en rättvänd triangel, en röd. Judarna bar en dubbel triangel som bildar den sexkantiga Davidsstjärnan.
Förutom trianglarna kunde fången om han var flyktbenägen eller tillhörde ett s.k. Strafkompanie även få en markering med cirklar. (Fångar uttagna till ett straffkompani fick speciellt hård behandling; arbetsuppgifterna var tyngre, bl.a. arbete i stenbrotten där få överlevde; deras arbetstider var längre, pauserna kortare, maten ofta indragen, misshandeln brutalare och de levde isolerade i särskilda byggnader).
Interner som var Kapos, barackansvariga eller liknande bar en armbindel som angav vilken funktion de hade.
SS:s kategorisering delade in fångarna i olika raser, olika typer av kriminalitet/”asocialitet” och politisk tillhörighet. Dessutom markerades vilken nationalitet fången hade.
Tillämpningen kunde skilja sig något från läger till läger och under åren tillkom i vissa läger nya tecken men teckentavlan från mitten av 1930-talet förblev grunden för märkningen. Fångarna i koncentrationsläger kallades Schutzhäftlinge, d.v.s. "Skyddsfångar", de som skulle skyddas var dock inte fångarna utan den tyska ariska Volksgemeinschaft, "folkgemenskapen".

### Enkla trianglar

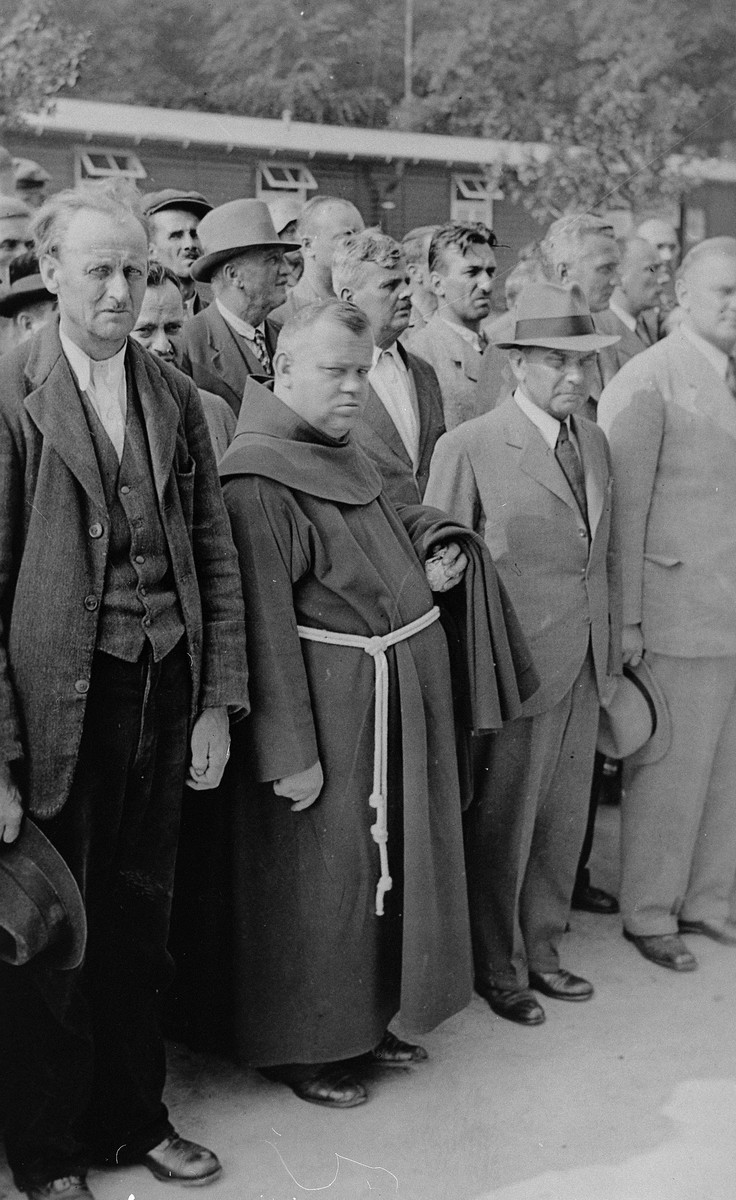
Nyanlända tjeckiska fångar ännu i civila kläder, utan märken. Buchenwald 1939

- Röd triangel — politiska fångar: socialdemokrater, fackföreningsfolk, liberaler, kommunister, frimurare, anarkister.
- Grön triangel — "yrkesförbrytare"
- Blå triangel — emigranter
- Lila triangel — "Bibelforskare", Jehovas vittnen och ”religiösa dissidenter”.
- Rosa triangel — homosexuella män.
- Svart triangel — ”asociala element” och ”arbetsskygga”:
  - Romer ”Zigenare”, senare kom de att få en brun triangel.
  - Homosexuella kvinnor
  - Förståndshandikappade
  - Mentalsjuka
  - Alkoholister
  - Tiggare och landstrykare
  - Aristokrater
  - Intellektuella
  - Pacifister
  - Vapenvägrare
  - Prostituerade
- Brun triangel — Romer " Zigenare”, som tidigare haft svart triangel.
- Röd rättvänd triangel — desertörer och fångar tillhörande Wehrmacht (krigsmakten).

### Dubbla trianglar

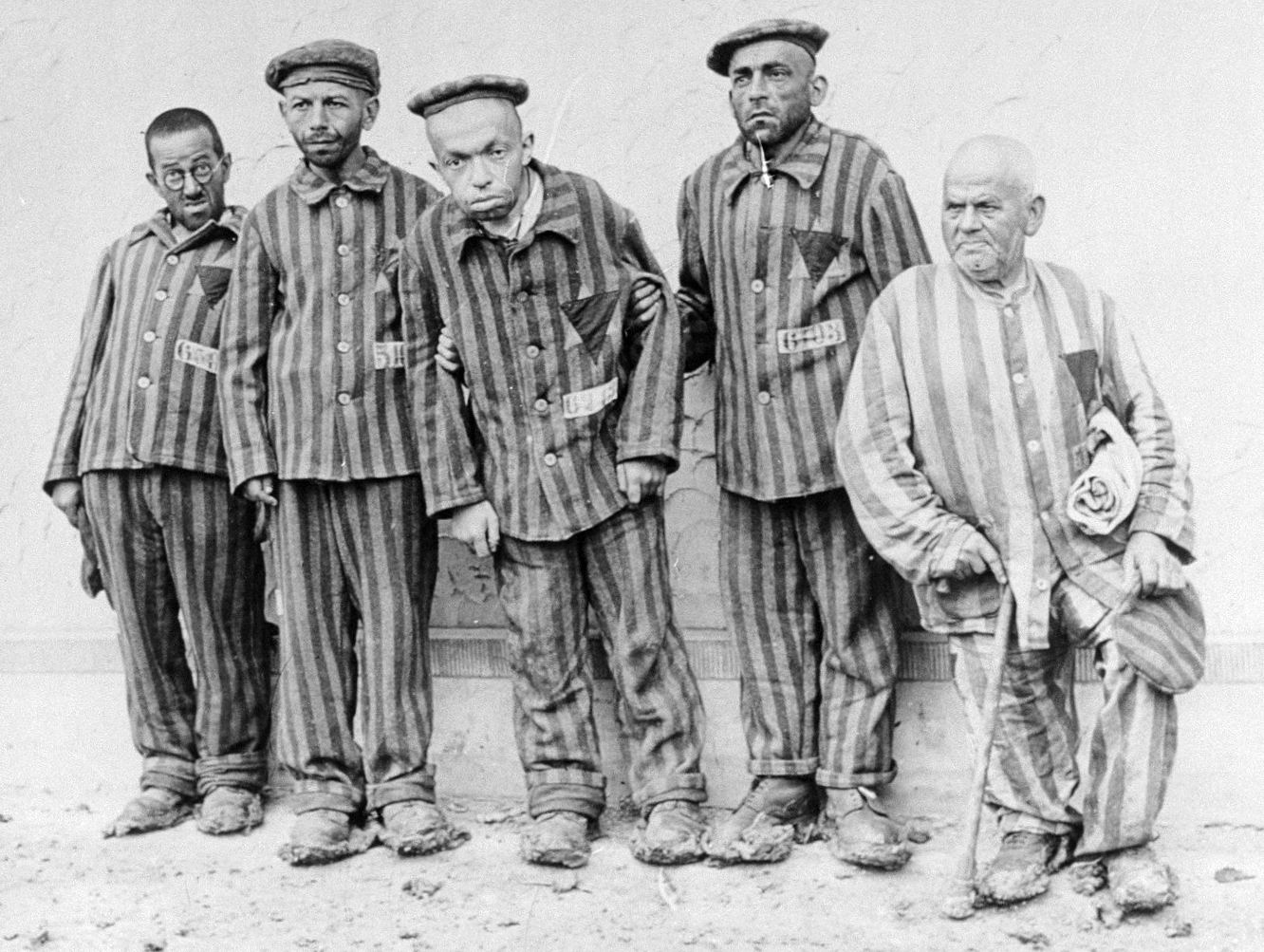
Handikappade judar med svart triangel på en gul - "asociala" judar. Buchenwald 1938.

Märken med två trianglar, den ena lagd med basen nedåt över den andra, formar Davidsstjärnan. Alla märken med dubbeltrianglar gäller judar utom i ett fall, den gula ovanpå den svarta, vilka bars av kvinnor som förrått den ariska rasen.
- Gul på gul triangel — judar. (Den gula s.k. ”judestjärnan" infördes i Tyska riket 1941.)
- Röd på gul triangel — judiska politiska fångar.
- Grön på gul triangel — judiska yrkeskriminella.
- Lila på gul triangel — religiösa dissidenter av judiskt ursprung.
- Rosa på gul triangel — judiska homosexuella män.
- Svart på gul triangel — "asociala" och "arbetskygga" judar.
- Svart ihålig på gul triangel — judiska "rasskändare". Dvs judiska män som haft umgänge med ariska kvinnor.
- Gul på svart triangel, — ”rasförrädare". Dvs ariska kvinnor som haft umgänge med judiska män.

### Övriga märken

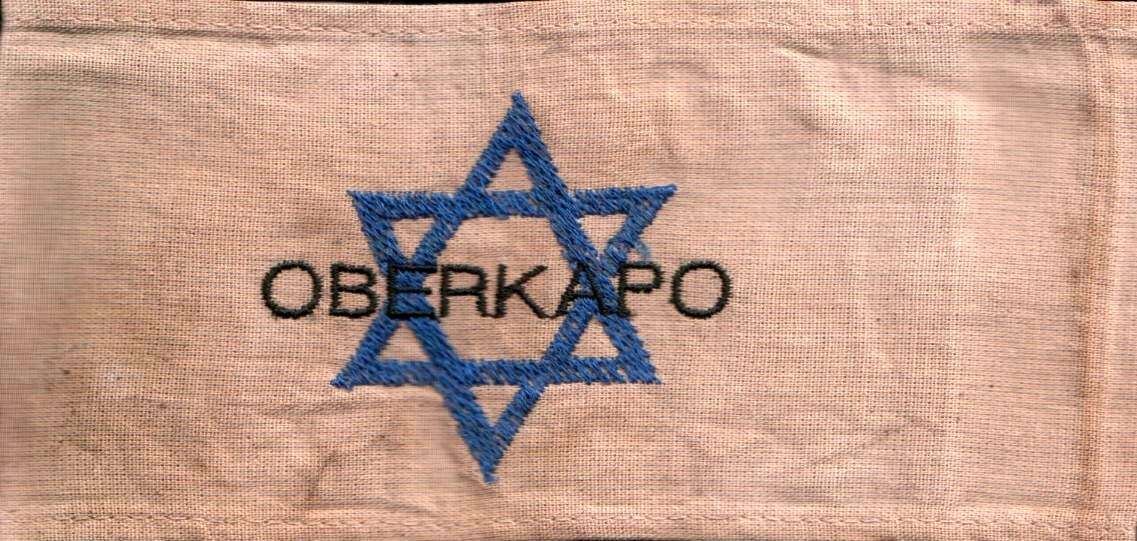
En "överkapos" armbindel, troligen från ett läger i Polen. 1939 ålades alla judar i Polen att bära en blå Davidsstjärna. Se artikeln Judestjärnan.

- Röd prick i svart cirkel ("skottavlan"[4]) – flyktbenägen.
- Svart prick i svart cirkel – tillhör ett straffkompani.
- Streck över triangeln – återkommande interner.
- Brun armbindel – Kapos, barackansvariga och liknande.

### Nationalitetsbeteckningar

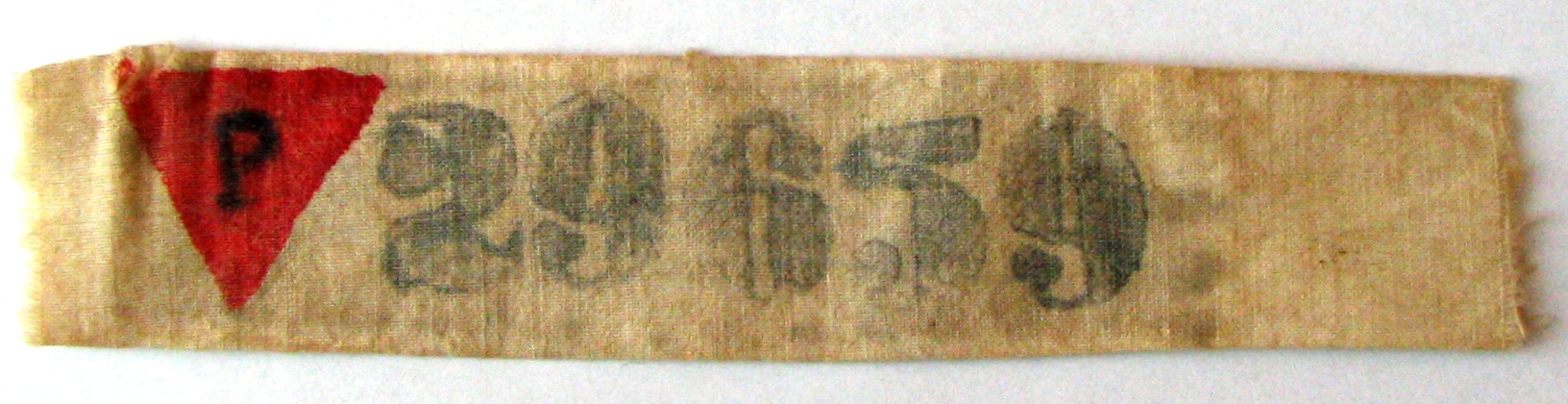
Fånge nr 29659 i Stutthof - Lidia Główczewska. Hon var polsk politisk lägerfånge: P på röd triangel.

Utlänningar i lägren fick sina trianglar markerade med en bokstav som motsvarade deras ursprungsnationalitet.
- “B“ – belgisk
- “E“ - engelsk
- ”F” – fransk
- ”I” – italiensk
- ”J” – jugoslavisk
- ”N” – nederländsk
- “No“- norsk
- ”P” – polsk (exempel: Lidia Główczewska)
- “R“ - “rysk“ (exempel: Borys Romanchenko)
- ”S” – spansk
- ”T” – tjeckisk
- ”U” – ungersk

## Tabell
|                        | Politisk           | Kriminell    | Emigrant  | Bibelforskare | Homosexuell | Asocial |                                |                               |                                       |                             |
| Enkel triangel         |                    |              |           |               | | |                                |                               |                                       |                             |
| Återfallsförbrytare    |                    |              |           |               | | |                                |                               |                                       |                             |
| Medlem i straffkompani |                    |              |           |               | | |                                |                               |                                       |                             |
| Markering för judar    |                    |              |           |               | | |                                |                               |                                       |                             |
|                        |                    |              |           |               | | |                                |                               |                                       |                             |
| Speciella markeringar  | Judisk rasskändare | Rasförrädare | Flyktfara | Fångnummer    | Markeringarna bars i följande ordning: Fångnummer, Streck för återfallsförbrytare, Triangel eller stjärna, Medlem i straffkompani, Flyktfara | Markeringarna bars i följande ordning: Fångnummer, Streck för återfallsförbrytare, Triangel eller stjärna, Medlem i straffkompani, Flyktfara | Polack: „P“ på en röd triangel | Tjeck: „T“ på en röd triangel | Wehrmachtsmedlem: Omvänd röd triangel | Specialfånge: Brunt armband |

## Ytterligare litteratur
- Heger, Heinz, Fångarna med rosa triangel. Stockholm: Författarförlaget, 1984. ISBN 91-7054-447-6
- Kogon, Eugen, SS-staten: de tyska koncentrationslägrens system. Stockholm: Svenskt militärhistoriskt bibl. 2002
- Lautmann, Rüdiger, Grikschat, Winfried & Schmidt, Egbert, Med rosa triangel i Nazityskland. Stockholm: Arbetsgruppen för en socialistisk sexualpolitik, Homosexuella socialister, 1982.